# Гілель Яффе

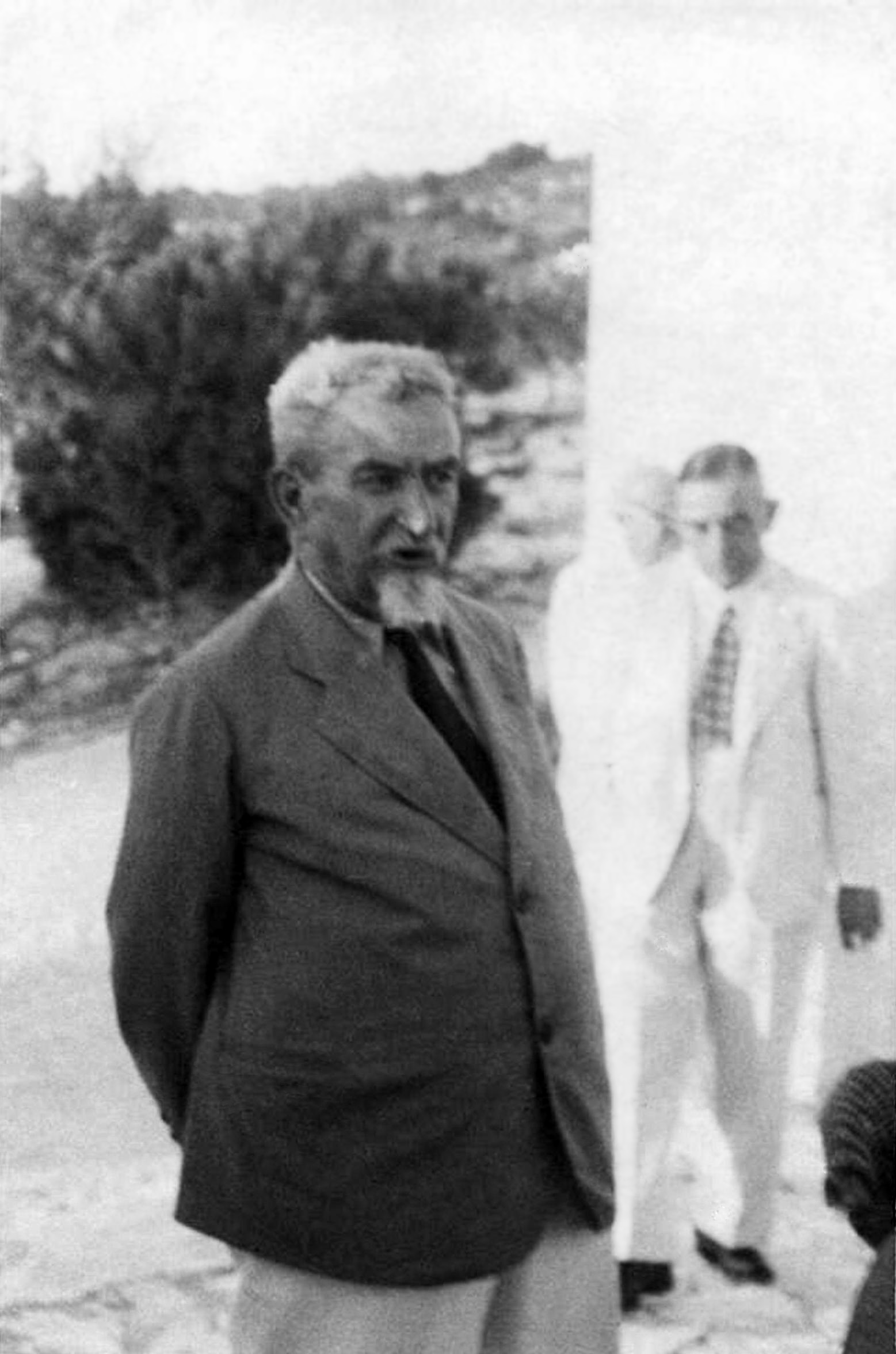
Гілель Яффе

Гілель Яффе (1864–1936) (івр. הלל יפה </link>) — російсько-єврейський лікар і сіоністський лідер, який іммігрував до Палестини під час Першої Алії. Він відіграв важливу роль у лікуванні малярії серед єврейського населення Палестини на початку 20 століття, а також допоміг покращити медичну інфраструктуру Ішува в той самий період.  Медичний центр Гілеля Яффе в Хадері названий на його честь.

## Біографія
Гілель Яффе народився в 1864 році в маленькому селі на Україні. Його батько був заможним купцем, який дав синові традиційну єврейську освіту. Коли Яффе підріс, його віддали вчитися до середньої школи. Це навчання заохотило його до вивчення медицини й наблизило його до сіоністського руху. Закінчивши середню школу, він поїхав до Женеви, де вивчав медицину. Згодом він спеціалізувався на лікуванні очей у Парижі. Він почав публікувати лабораторні роботи у своїй галузі знань, і його дослідження отримали високу оцінку в науковому співтоваристві. Рішення Яффе спеціалізуватися на медицині, зокрема на догляді за очима, виникло з його мрії стати лікарем у землі Ізраїль. У 1891 році він подорожував до Туреччини, резиденції Османської імперії, де отримав ліцензію на медичну практику. Звідти він відплив до Яффо.
Яффе одружився з Рівкою Глікштейн у 1898 році. Вона була сестрою Естер Глікштейн, яка згодом вийде заміж за Хаїма Марґаліо-Кальварійського. До того, як вони зустрілися, Рівка навчалася з сестрою Яффе у Франції. У подружжя було троє дітей: Їрмеяху, Сара та Яків. Їрмеяху служив капітаном у єврейській бригаді, а після Першої світової війни здобув ступінь доктора хімії. Сара вивчала сільське господарство в Англії й вийшла заміж за Джозефа Бентвіча, який отримав Премію Ізраїлю за освіту в 1962 році. Яків, який вивчав медицину і спеціалізувався на тропічних хворобах, жив у Єрусалимі станом на 2007 рік. Його племінник, Іґель Ґлюкштейн, який писав під псевдонімом Тоні Кліфф, був палестинським єврейським троцькістом і засновником Британської соціалістичної робітничої партії.

### Медична кар'єра
Після подорожей країною Яффе оселився в Тіверіаді. Там він працював лікарем протягом двох років (1891-1893), а потім переїхав до Зіхрона Якова. Особливо відзначився своєю самовідданою працею для жителів Хадери, які страждали від малярії. Він відвідував мошаву Хадери щонайменше двічі на тиждень і зумів вилікувати деяких чоловіків, але рівень смертності залишався високим. Поступово ставало очевидним, що для усунення лиха малярії в єврейському поселенні необхідна фундаментальна, широка програма, оскільки індивідуального лікування було недостатньо. У 1895 році, через два роки після того, як він став лікарем Зіхрона Якова, Яффе отримав номінацію на посаду представника "Ховевей Сіон" в Ізраїлі.

### Сіоністське керівництво
Рішення Яффе поєднати медицину з політичним активізмом виникло з усвідомлення того, що для виконання своєї місії щодо єврейського поселення в Ізраїлі необхідно формувати нові інституції. Яффе розумів, що для того, щоб досягти успіху у викоріненні малярії, йому необхідно поєднувати практичне лікування пацієнтів з дослідженнями, громадською діяльністю та політикою. Коли Яффе погодився на цю роботу, він переїхав до Яффи, яка була центральним містом, і зумів зібрати гроші на осушення зараженого болота поблизу Хадери. Він подорожував Європою, збираючи гроші на різні цілі, зокрема, на порятунок першої єврейської школи, яка перебувала на межі фінансового краху.
Яффе став відомим авторитетом у галузі малярії, її профілактики та лікування. Він опублікував багато статей і навіть читав лекцію в Парижі на міжнародній конференції з малярії в 1900 році. Він працював над покращенням охорони здоров’я та вивчав інші хвороби, які поширилися по всьому регіону, з акцентом на запобіганні та мінімізації розповсюдження інфекційних захворювань. У 1902 році в Ізраїлі поширилася епідемія холери. Яффе був призначений урядом Туреччини для боротьби з епідемією. Він постановив, що людям забороняється залишати свої громади, а також що забороняється входити або виходити з дому хворої людини, щоб зупинити поширення хвороби. Епідемію вдалося зупинити.
У 1903 році Яффе брав участь у делегації сіоністського руху для дослідження регіону Ель-Аріш, перспективного місця для єврейської держави, запропонованого Теодором Герцлем на сіоністському конгресі. Того ж року представники Зіхрон Якова зібралися і створили Загальний союз і Союз вчителів Ішува. Yaffe був їхнім головою та працював над створенням ресурсів громад, щоб їм не потрібно було покладатися на зовнішню фінансову підтримку. Він також працював над тим, щоб переконати групи, які працювали в освіті, використовувати іврит.
У 1905 році Яффе залишив "Ховевей Сіон" і почав працювати в лікарні Яффи. Під час роботи він захворів на запалення легенів і поїхав лікуватися до Європи. У 1907 році він повернувся до Ізраїлю і почав керувати лікарнею в Зіхрон-Якові. Глибокі знання Яффе про важливість громадського здоров'я та практичні реалії Ізраїлю спонукали його побудувати широкомасштабну систему профілактики. Він підготував бригади медиків, які могли допомагати поселенцям, і ці бригади поширилися по всій країні та підвищили рівень профілактики та лікування серед населення.
У 1919 році він переїхав із Зіхрон Якова до Хайфи, де працював лікарем і публікував статті з медицини. Його статті публікувалися в газетах за кордоном, його запрошували на міжнародні медичні конференції. Яффе продовжував працювати до своєї смерті в 1936 році. Його поховали, за його бажанням, у Зіхрон Якові.

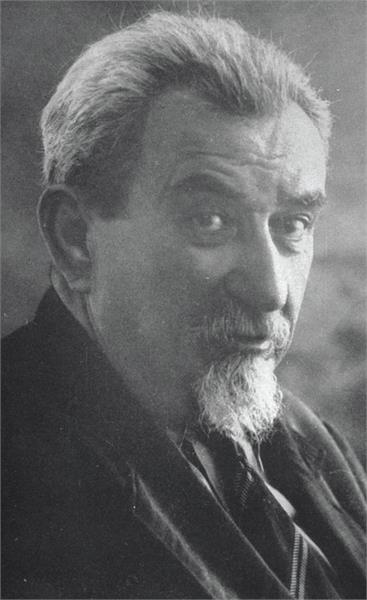
Гілель Яффе 1931 рік

## Співпраця з NILI
Яффе мав незначну, але вирішальну участь у NILI, єврейській шпигунській мережі з центром у Зіхрон-Якові, яка допомагала Великій Британії у її боротьбі проти Османської імперії в Палестині між 1915 і 1917 роками під час Першої світової війни. У «Шпигунах у Палестині »  Джеймс Сроудс цитує щоденник Яффе, у якому говориться, що Сара Ааронсон після невдалої спроби самогубства лежала, страждаючи та боячись, що ненавмисно відкриє таємниці туркам у маренні (чого вона не зробила). ), благав його: «Заради бога, поклади кінець моєму життю. Я прошу тебе, убий мене… Я не можу більше страждати…» Натомість Яффі ввела несмертельну дозу морфіну, таким чином продовживши їй життя. Вона померла через декілька днів, 9 жовтня 1917 року .

## Боротьба з малярією
Перші спроби Яффе викорінити малярію були зосереджені на осушенні боліт. Він використовував багато методів, у тому числі широке використання евкаліптових дерев, виходячи з того, що велике дерево забирає багато води з землі. Також ручними зусиллями висушували болота. Мешканці Хадери та іноземні робітники з Африки (які прибули після того, як Яффе звернувся за допомогою до барона Ротшильда) почали фізично важку працю з осушення боліт, використовуючи широку мережу каналів, що з’єднують болота з потоком Хадера. Іншим підходом Яффе було дослідження. Яффе поїхав до Європи й дізнався нові теорії про малярію. Серед цих досліджень було одне, яке припустило, що комарі з роду Anopheles, які поширені в болотах, були переносниками хвороби. Він почав благати фермерів повісити балдахіни навколо грядок, сітки навколо вікон і очищати кожну калюжу від стоячої води. Крім того, Яффе переконав барона Ротшильда послати людей, щоб вбити комарів. Згодом захворюваність на малярію зменшилася, а зусилля з осушення боліт продовжувалися з більшою силою. Заліснення великих територій поблизу Хадери евкаліптовими деревами було частиною зусиль Яффе змінити навколишнє середовище, щоб комплексно реагувати на хворобу.

## Дивись також
- Ізраїль Джейкоб Кліглер (1888–1944), мікробіолог і фахівець у сфері охорони здоров'я, який очолював зусилля з викорінення малярії в підмандатній Палестині
- Гідеон Мер (1894–1961), маляріолог у підмандатній Палестині
- Охорона здоров'я в Ізраїлі

## Подальше читання
- Яарі, Авраам (1947), Спогади про землю Ізраїлю, том 2, розділ 68: «Лікар у країні, Гілель Яффе» (івр.)
- Леві, Нісім (1998), Епізоди в історії медицини в країні Ізраїль 1799–1948. HaKibbutz HaMeuchad Publishing і Техніон – Ізраїльський технологічний інститут (івр.)

## Зовнішні посилання
- Особисті папери Гілеля Яффе зберігаються в Центральному сіоністському архіві в Єрусалимі